# 콜턴 헤인스
콜턴 리 헤인스(Colton Lee Haynes, 1988년 7월 13일 ~ )는 미국의 배우이다.

## 생애
콜턴 리 헤인스는 1988년 7월 13일 미국 캔자스주 위치토에서 태어났다. 헤인스는 캔자스 주의 농장에서 뿐만 아니라 아칸소주, 뉴멕시코주, 텍사스주, 플로리다주 등 다양한 곳에 옮겨 다니며 자랐다. 이때문에 다양한 학교를 다녔는데, 나바르 고등학교(플로리다), 앤데일 고등학교(캔자스) 그리고 마지막에는 텍사스주 셰르츠에 있는 사무엘 클레멘스 고등학교를 졸업했다. 헤인스의 혈통은 체로키 족과 유럽 혈통을 반반씩 지니고있다.